# کاسیموف
شهر کاسیموف (به روسی: Касимов) در کشور روسیه و در اوبلاست ریازان واقع شده‌است.